# Heteroscyphus diestianus
Heteroscyphus diestianus là một loài rêu tản trong họ Geocalycaceae. Loài này được (Sande Lac.) Piippo miêu tả khoa học lần đầu tiên năm 1985.